# Saint-Martin-le-Hébert
Pour les articles homonymes, voir Saint-Martin et Hébert.
Saint-Martin-le-Hébert est une ancienne commune française du département de la Manche et de la région Normandie, devenue le 1er janvier 2016 une commune déléguée au sein de la commune nouvelle de Bricquebec-en-Cotentin.
Elle est peuplée de 155 habitants.

## Géographie
Couvrant seulement 213 hectares, le territoire de Saint-Martin-le-Hébert est le moins étendu du canton de Bricquebec.
| Sottevast  | Sottevast              | Sottevast, Rocheville |
| Sottevast  | Saint-Martin-le-Hébert | Rocheville            |
| Bricquebec | Rocheville             | Rocheville            |

## Toponymie
On trouve la commune sous le nom de Saint-Martin-le-Plessard signifiant au bord de la plesse ou forêt de Bricquebec. Au XVIIe siècle pourtant, le domaine du manoir de la Cour est entré par mariage en possession de la famille Plessard.
Tout comme la commune de Saint-Martin-le-Gréard, la paroisse s'est vu rajouté un autre suffixe ayant sans doute pour origine un autre patronyme local.
Le gentilé est Saint-Martinais.

## Histoire
Saint-Martin-le-Hébert avait pour seigneur à la fin du XVIe siècle, Antoine d'Orglandes, également baron de Briouze.

## Politique et administration
| Période | Période   | Identité                              | Étiquette | Qualité           |
| ------- | --------- | ------------------------------------- | --------- | ----------------- |
| 1800    | 1805      | Bon Jean François Dubost              |           |                   |
| 1805    | 1816      | Bon Jean Louis Diénis                 |           | Cultivateur       |
| 1816    | 1825      | Bon Hervé Joseph Lacotte de Fontaines |           | Laboureur         |
| 1825    | 1841      | Georges Bernardin Dubost              |           | Cultivateur       |
| 1841    | 1857      | Bon Jean Louis Diénis                 |           | Cultivateur       |
| 1857    | 1860      | Jean Baptiste Couppey                 |           | Laboureur Adjoint |
| 1860    | 1892      | Jean Baptiste Couppey                 |           | Laboureur         |
| 1892    | 1896      | Bon Armand Valentin Helland           |           | Cultivateur       |
| 1896    | 1929      | Aristide Quideville                   |           |                   |
| 1929    | 1944      | Auguste Leconte                       |           | Agriculteur       |
| 1944    | 1945      | Charles Langlois                      |           | Agriculteur       |
| 1945    | 1951      | Auguste Leconte                       |           | Agriculteur       |
| 1951    | 1965      | Jean Alexandre Louis Orange           |           | Cultivateur       |
| 1965    | 1983      | Désiré Victor François Leconte        |           |                   |
| 1983    | 2001      | Aristide Rose                         |           | Agriculteur       |
| 2001    | dec. 2015 | Jean-Luc Pellerin                     | SE        | Agriculteur       |

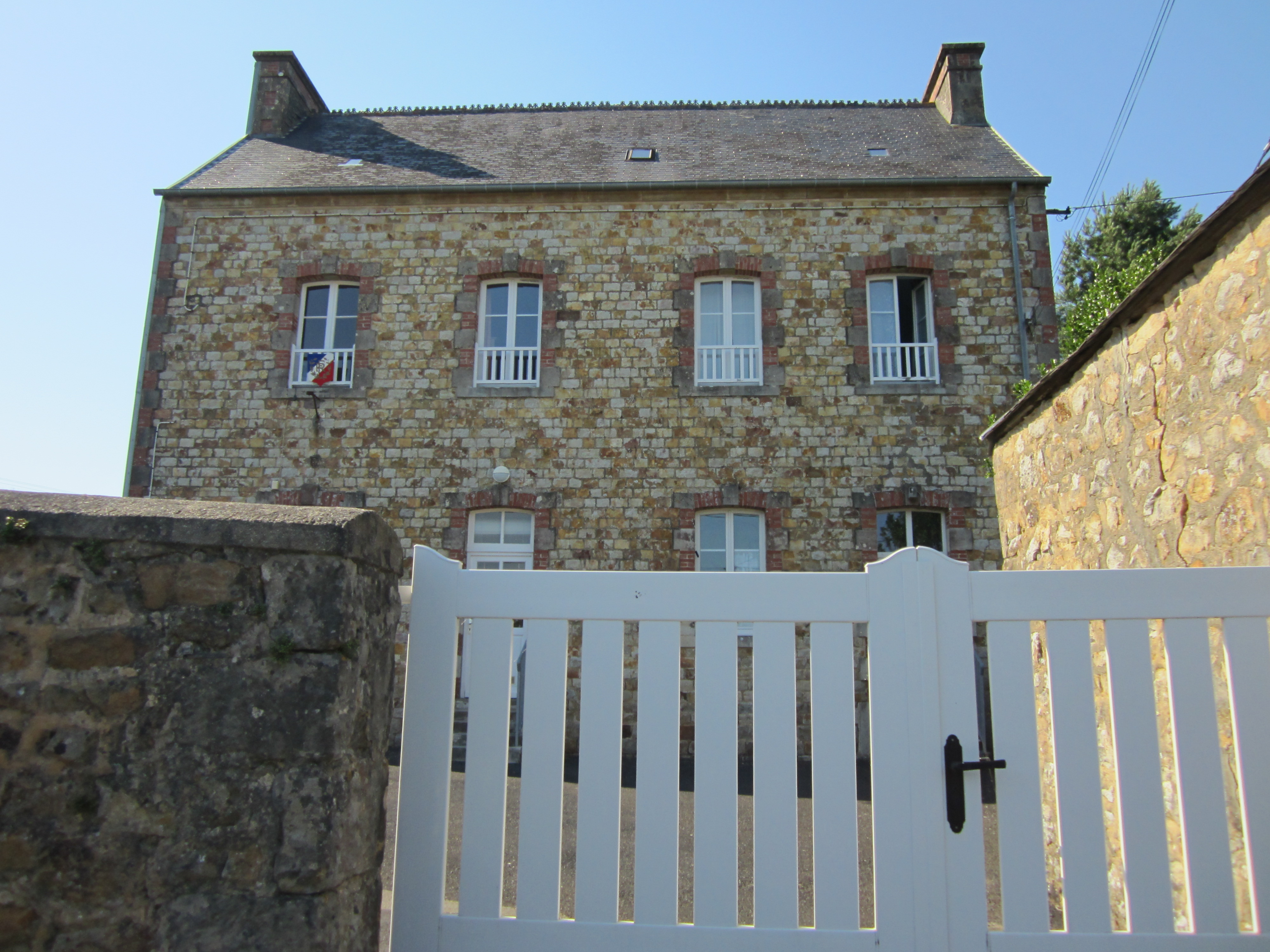
La mairie.

Le conseil municipal était composé de onze membres dont le maire et deux adjoints.
| Période   | Période  | Identité           | Étiquette | Qualité     |
| --------- | -------- | ------------------ | --------- | ----------- |
| jan. 2016 | mai 2020 | Jean-Luc Pellerin  | SE        | Agriculteur |
| mai 2020  | En cours | Frédéric Piedagnel | DVD       | Agriculteur |

## Démographie
En 2021, la commune comptait 155 habitants. Depuis 2004, les enquêtes de recensement dans les communes de moins de 10 000 habitants ont lieu tous les cinq ans (en 2007, 2012, 2017, etc. pour Saint-Martin-le-Hébert) et les chiffres de population municipale légale des autres années sont des estimations.
| 1793 | 1800 | 1806 | 1821 | 1831 | 1836 | 1841 | 1846 | 1851 |
| ---- | ---- | ---- | ---- | ---- | ---- | ---- | ---- | ---- |
| 244  | 211  | 258  | 292  | 307  | 309  | 308  | 291  | 280  |

| 1856 | 1861 | 1866 | 1872 | 1876 | 1881 | 1886 | 1891 | 1896 |
| ---- | ---- | ---- | ---- | ---- | ---- | ---- | ---- | ---- |
| 255  | 232  | 222  | 221  | 203  | 204  | 190  | 187  | 171  |

| 1901 | 1906 | 1911 | 1921 | 1926 | 1931 | 1936 | 1946 | 1954 |
| ---- | ---- | ---- | ---- | ---- | ---- | ---- | ---- | ---- |
| 155  | 184  | 201  | 181  | 163  | 174  | 166  | 186  | 175  |

| 1962 | 1968 | 1975 | 1982 | 1990 | 1999 | 2007 | 2011 | 2016 |
| ---- | ---- | ---- | ---- | ---- | ---- | ---- | ---- | ---- |
| 140  | 138  | 125  | 126  | 176  | 169  | 135  | 142  | 165  |

| 2019 | - | - | - | - | - | - | - | - |
| ---- | - | - | - | - | - | - | - | - |
| 168  | - | - | - | - | - | - | - | - |

## Lieux et monuments

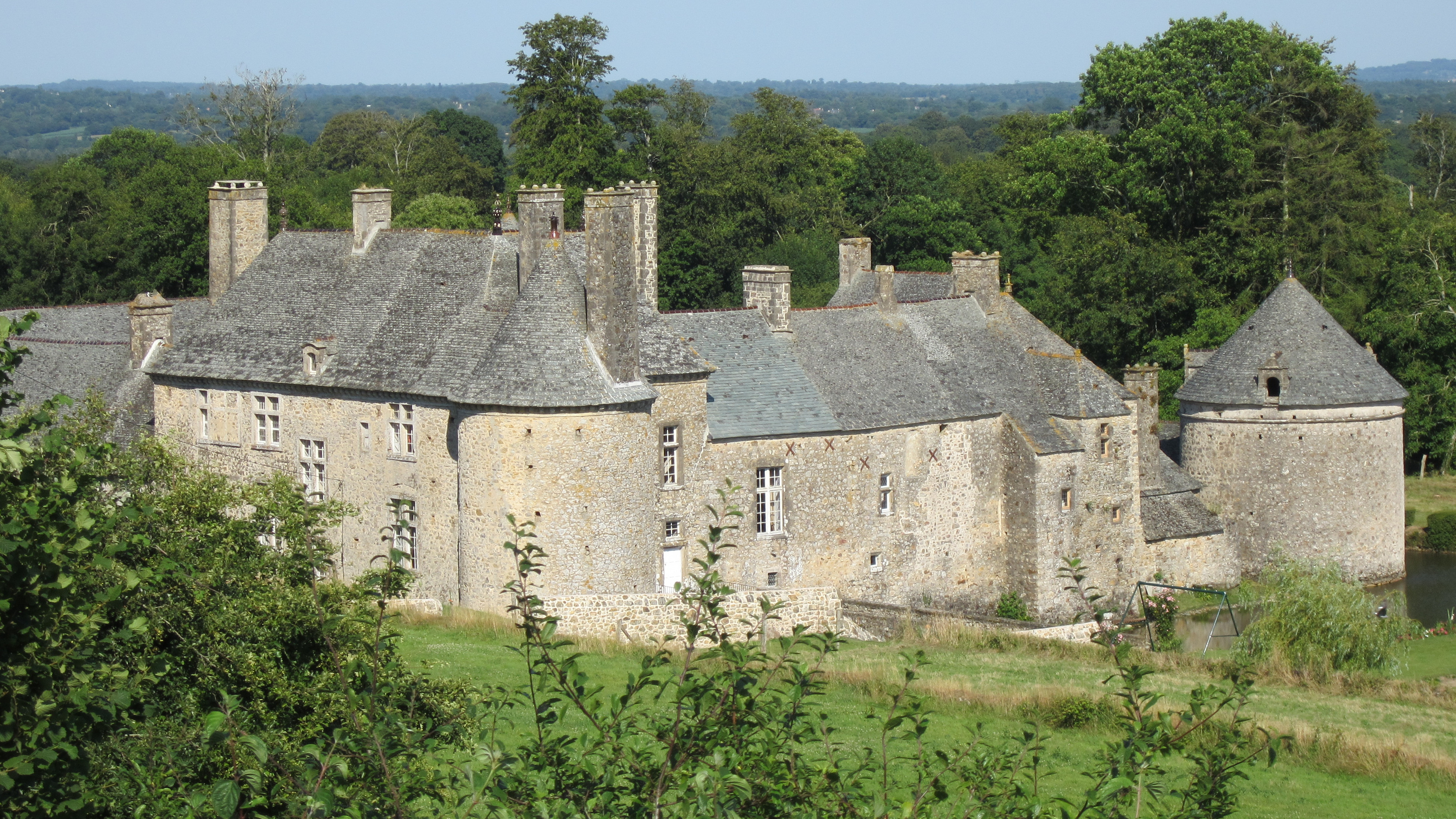
Le manoir de la Cour.

- Église Saint-Martin des XVIIIe – XIXe siècles, en forme de croix, avec tour en façade de la nef. L'édifice fut entièrement reconstruit entre 1897 et 1900, à l’exception de la tour qui date de 1700. Les vitraux de l'église, offerts par divers paroissiens et datés de 1900, année de l'achèvement de l'église, sont l'œuvre de l'atelier Édouard Didron. Elle abrite également des fonts baptismaux du XVIIIe, un aigle lutrin du XIXe, une Vierge à l'Enfant du XVe sur le toit à la croisée du transept[14].
- Ancien presbytère du XVIIIe siècle.
- Croix de cimetière du XVIIe siècle.
- Croix de chemin dites Croix du hameau au Moigne du XVIIe siècle et du hameau Bouleau du XIXe siècle.
- Monument aux morts avec statue de Jeanne d'Arc en fonte.
- Manoir de la Cour (XVIe, XVIIe – XVIIIe siècles) avec pigeonnier et pont-levis, classé au titre des monuments historiques par arrêté du 6 septembre 1954 et dont les intérieurs, la cour d'honneur, les douves et les jardins sont inscrits par arrêté du 30 avril 1993[15].
- Vestiges d'une motte féodale très endommagée, derrière le manoir de la Cour, au sommet de la colline, tout à côté de l'église[16].

À l'intérieur, présence d'une cheminée de la première moitié du XVe siècle dite anglaise remontant à l'époque de l'occupation anglaise.
- Ferme-manoir de la Couperie des XVIIe – XVIIIe siècles.
- Ferme de la Fraserie. Ancien fief relevant de la baronnie de Bricquebec.

Pour mémoire
- Treize lavoirs parsemaient le territoire communal.